# Simulium azerbaidzhanicum
Simulium azerbaidzhanicum är en tvåvingeart som först beskrevs av Dzhafarov 1953.  Simulium azerbaidzhanicum ingår i släktet Simulium och familjen knott. Inga underarter finns listade i Catalogue of Life.